# (3251) Ératosthène
Pour les articles homonymes, voir Ératosthène (homonymie).
(3251) Ératosthène, désignation internationale (3251) Eratosthenes et provisoire 6536 P-L, est un astéroïde découvert le 24 septembre 1960 par Cornelis Johannes van Houten, Ingrid van Houten-Groeneveld et Tom Gehrels à l'observatoire Palomar.
Il a été nommé en l'honneur d'Ératosthène astronome, géographe, philosophe et mathématicien grec du IIIe siècle av. J.-C. Celui-ci fut le premier à déterminer les dimensions de notre planète Terre.